# Ærlighed
Ærlighed er en personlig egenskab. En ærlig person er en person med en stærk tilbøjelighed til at fortælle sandheden. Ærlighed indebærer en mangel på bedrag. En erklæring kan være helt korrekt, og stadig være uærlig, hvis hensigten er at bedrage.
Ærlighed betragtes af mange som en moralsk eftertragtet egenskab, en dyd, og har stærke positive konnotationer i de fleste situationer. En vigtigste årsag til dette kan være, at ærlighed forenkler kommunikation, dvs. at man typisk stoler på ærlige udtalelser, ikke nødvendigvis fordi de er sande, men fordi man opfatter dem som som generelle sandheder. Derudover hjælper ærlighed med at skabe tillid mennesker imellem.
Omvendt kan uærlighed defineres som en adfærd, der udføres med en hensigt at narre eller snyde. Et eksempel på denne form for adfærd, er løgnen.
De fleste moralske systemer anser generelt ærlighed som værende moralsk og uærlighed som umoralsk. Der findes dog flere undtagelser, såsom hedonisme, der kun værdsætter ærlighed i det omfang, det forbedrer egen følelse af glæde, og moralsk nihilisme, som blankt benægter eksistensen af en objektiv moral. Hertil kommer, at selv i moralske systemer, der generelt foretrækker ærlighed frem for uærlighed, findes der eksempler på situationer, hvor uærlighed foretrækkes.

## Eksperimenter
Personers ærlighed kan undersøges med Fischbacher-Föllmi-Hausis terningkast-eksperiment.
I dette eksperiment bliver forsøgspersonen bedt om at kaste en terning en gang og huske antal øjne.
Herefter skal forsøgspersonen kaste terningen igen for at undersøge at der ikke er noget galt med terningen.
Til sidst skal forsøgspersonen rapporterer øjnene fra det første kast og bliver belønnet med penge afhængig af øjnenes antal, i det oprindelige forsøg 1 schweitzerfrank for et øjne, 2 for 2, osv., dog nul schweitzerfrank for seks øjne.
Hvis personerne i eksperimentet er ærlige så skal der være en jævn fordeling blandt terningekastenes øjne.
I det oprindelige studie udført blandt studerende i Zürich ses der en klar statistisk afvigelse, som kan fortolkes som uærlighed,
således at 35% vælger at rapportere 5 øjne og får det højeste pengemæssige belønning, mens kun 6.4% vælger 6 øjne og får nul udbetalt.
Terningekast-eksperimentet har været udført på tværs af lande med studerende og sammenholdt med et lands regelbrudsindeks der bygger på mål for politisk svindel, skatteunddragelse og korruption.
Her viser det sig at for alle lande gælder det at et lands personer samlet set rapporterer øjne der giver højere belønning end hvad statistisk burde være forventet.
Tendensen til rapporteringen af øjne med højere belønning er dog særligt udtalt for lande med høj regelbrudsindeks.
Blandt lande med lav uærlighed efter eksperimentets mål er Storbritannien, Litauen, Sverige og Tyskland, mens lande med højere uærlighed er Tanzania, Marokko og Kina.
Traditionelle økonomiske modeller har antaget at en "rationel" person ikke vil være ærlig hvis personen kan tjene på uærlighed og at det ikke bliver opdaget.
Men mange studier inden for økonomi, psykologi og sociologi viser at personer er mere ærlige end det skulle forventes ifølge de traditionelle modeller.